# Рзаев, Юнис Кахраман оглы
Юнис Кахраман оглы Рзаев (2 мая 1924, Шишгая, Новобаязетский уезд — 24 января 1985, Баку) — советский хозяйственный, государственный и политический деятель.

## Биография
Родился в 1924 году в селе Шишгая. Член ВКП(б) с года.
С 1943 года — на хозяйственной, общественной и политической работе. В 1943—1985 гг. — в РККА, учился в Политической школе при Закавказской военной академии, на партийной работе в Варденисском районе, первый секретарь Красносельского райкома КП Армении, секретарь парткома районных колхозно-совхозных управлений, первый секретарь Шемахинского райкома КП Азербайджана, председатель Государственного комитета виноделия и виноградарства Азербайджанской ССР.
Избирался депутатом Верховного Совета СССР 7-го созыва.
Умер в 1985 году в Баку.